# Network Direct Attached Storage

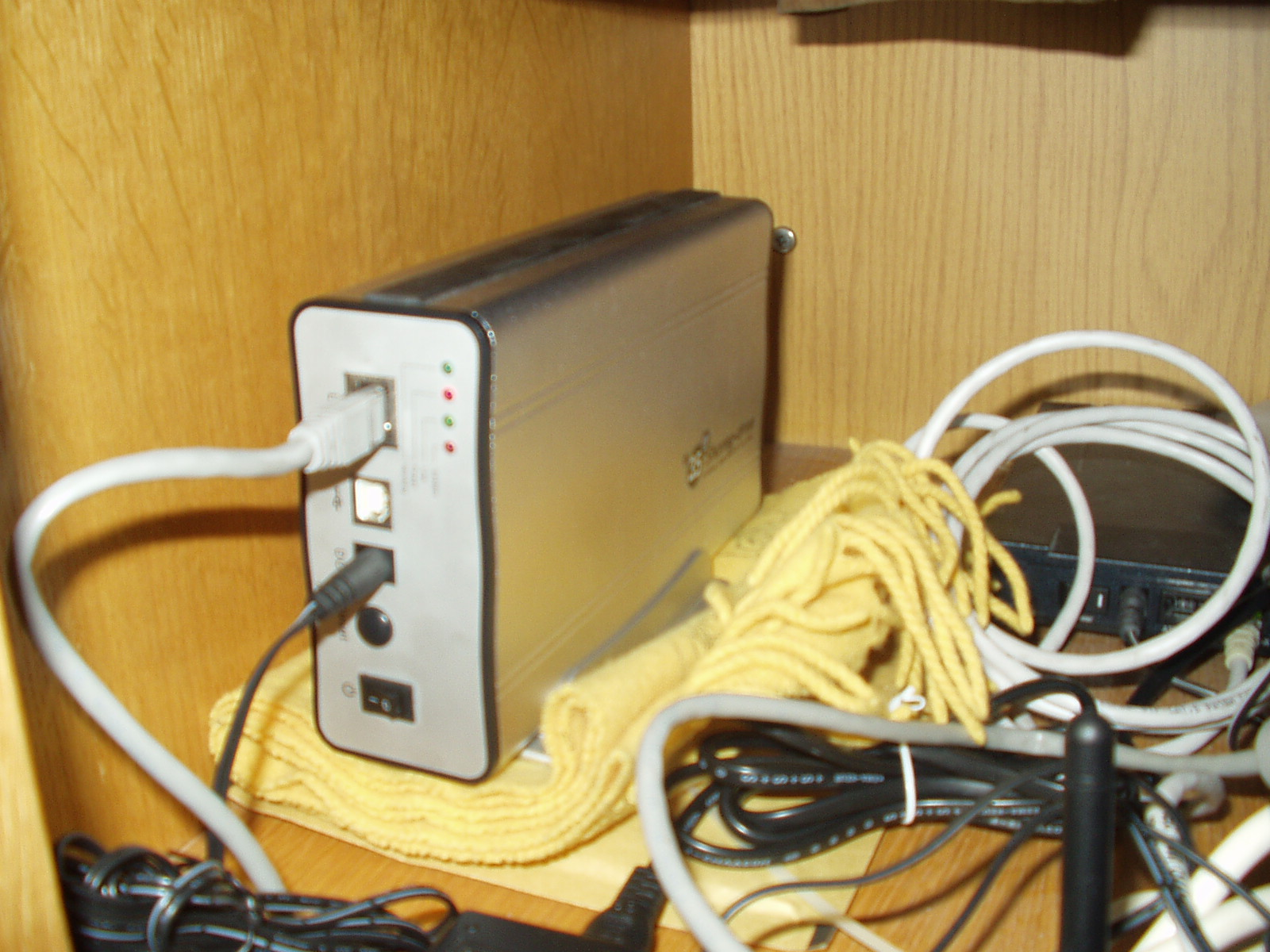
exemple de Network Direct Attached Storage

Le Network Direct Attached Storage (NDAS) est une sorte de NAS, autrement dit, un système de disque réseau, breveté par la firme Ximeta. Il diffère de NAS car il faut installer un logiciel NDAS sur chaque poste pour accéder au disque réseau. Le disque est vu comme un disque local par chaque machine. L'accès se fait sans passer par TCP/IP, mais directement par l'adresse MAC. Le protocole utilisé est LPX.
Le disque ainsi installé n'est accessible qu'aux ordinateurs du réseau local auquel il est branché. En particulier, son contenu n'est pas accessible « à distance », c’est-à-dire depuis l'internet, car le protocole LPX n'est pas routable.
Il y a des drivers pour Linux sur le site de Ximeta.
NDAS apporte des avantages intéressants pour les particuliers. Le fait qu'il nécessite l'ajout d'un logiciel spécifique interdit à toute personne se connectant sur le LAN d'accéder aux informations du serveur NDAS au cas où le LAN est mal sécurisé par WEP ou pas sécurisé du tout. De plus, le logiciel permet de limiter l'accès en lecture seule. Pour les télé-travailleurs qui utilisent une liaison sécurisée (VPN) avec leur entreprise, ils peuvent être connectés au VPN tout en ayant accès au serveur NDAS. C'est un avantage important par rapport au NAS, puisque le PC en mode VPN n'appartient plus au réseau local personnel et qu'il ne peut donc plus accéder au NAS.
En revanche, il est limité à Windows et Mac OS X, les pilotes Linux n'étant plus développés.